# Herjulf Bårdsson
Herjulf Bårdsson (nórdico antiguo: Herjólfr Bárðarson) fue uno de los primeros colonos vikingos en la historia de Groenlandia. Herjulf procedía de Drepstokki, Islandia; era hijo de Bárður Herjólfsson y casó con Þorgerður. Su hijo Bjarni Herjólfsson fue el primer escandinavo en avistar las costas del continente americano en 986. 
Herjólfr era uno de los hombres de Erik el Rojo, quien partió de Islandia con 25 naves en 985 para colonizar Groenlandia. Solo llegaron 14 naves según la sagas. Herjulf y su padre Bárður fundaron un asentamiento y emplazaron su hacienda en Herjolfsnes, que lleva su nombre.
Landnámabók (libro de los asentamientos) menciona que su familia ocupó Herjólfsfjörð (hoy Amitsuarssuk), en la península de Herjolfsnes, al sur de Brattahlíð (actualmente Ikigait, al sur de Nanortalik).